# 夏空のDreamer
「夏空のDreamer」は、CoCoの10枚目のシングル。1992年8月5日にポニーキャニオンから発売された。

## 解説
- 瀬能あづさ脱退後初のシングル。
- ラジオ「CoCo Stay with Dream」の初期にオープニングで使用されている。

## 収録曲
（全作詞：森本抄夜子）
1. 夏空のDreamer [4:03]
作曲：朝倉紀幸／編曲：亀田誠治
2. やさしさの法則 [4:23]
作曲・編曲：寺坂英人
3. 夏空のDreamer（オリジナル・カラオケ）
4. やさしさの法則（オリジナル・カラオケ）